# Run This Town
Run This Town – singiel amerykańskiego rapera Jaya-z. W utworze udzielają się również wokalistka z Barbadosu Rihanna oraz Kanye West. Jest to drugi singiel promujący album The Blueprint 3. Do utworu został nagrany teledysk, którego reżyserem jest Anthony Mandler. Wydany 24 lipca 2009 w U.S. Airplay, 11 sierpnia 2009 w U.S. digital download i 31 sierpnia 2009 w UK CD release. Producentem jest Kanye West i No I.D. Natomiast autorami piosenki są Shawn Carter, Rihanna, Kanye West, Ernert Wilson, Jeff Bhasker, Alatas Athanasios. Cała trojka wykonała utwór w The Jay Leno Show 14 sierpnia 2009 roku. Jest to pierwszy numer Jaya-Z wydany w Wielkiej Brytanii. Utwór zdobył złoto od RIAA. Utwór jest wykorzystywany jako motyw muzyczny w Battlefield 4.

## Teledysk
Reżyserem jest Anthony Mandler, klip został kręcony 6 sierpnia 2009 roku w Fort Totten Park w Nowym Jorku. Pierwszy raz wyemitowany został w niemieckim MTV. Cała trójka śpiewa ubrana na czarno, w niektórych scenach mają pochodnie i zakryte twarze czarnymi chustami.

## Track lista
- US/UK CD Single & Digital Download

1. „Run This Town” (feat. Rihanna & Kanye West) – 4:36

- iTunes Digital 45

1. „Run This Town” (feat. Rihanna & Kanye West) – 4:27
2. „Run This Town” (Live from Madison Square Garden) (feat. Rihanna & Kanye West) – 6:24

- Best Buy

1. „Run This Town” (feat. Rihanna & Kanye West) – 4:27
2. „D.O.A. –

## Notowania
| Listy (2009)                                  | Najwyższa pozycja |
| --------------------------------------------- | ----------------- |
| Australia (ARIA)                              | 9                 |
| Austria (Ö3 Austria Top 40)                   | 29                |
| Belgia (Ultratop Flandria)                    | 28                |
| Belgia (Ultratop Walonia)                     | 32                |
| Bułgaria (IFPI)                               | 6                 |
| Czechy (IFPI)                                 | 8                 |
| Dania (Tracklisten)                           | 20                |
| Holandia (Dutch Top 40)                       | 10                |
| Irlandia (IRMA)                               | 3                 |
| Kanada (Canadian Hot 100)                     | 6                 |
| Niemcy (Media Control Charts)                 | 18                |
| Norwegia (VG-lista)                           | 5                 |
| Nowa Zelandia (RIANZ)                         | 9                 |
| Słowacja (IFPI)                               | 33                |
| Stany Zjednoczone (Billboard Hot 100)         | 2                 |
| Świat (World Singles Top 40)                  | 2                 |
| Szwecja (Sverigetopplistan)                   | 8                 |
| Szwajcaria (Media Control AG)                 | 9                 |
| Portugalia (Portugal Singles Top 50)          | 24                |
| Węgry (Rádiós Top 40)                         | 25                |
| Wielka Brytania (The Official Charts Company) | 1                 |

| Notowanie (2009)                              | Najwyższe pozycja |
| --------------------------------------------- | ----------------- |
| Australia (ARIA)                              | 60                |
| Szwajcaria (Media Control AG)                 | 84                |
| Węgry (Single Top 10)                         | 126               |
| Wielka Brytania (The Official Charts Company) | 60                |

| Państwo           | Status     |
| ----------------- | ---------- |
| Australia         | Platyna    |
| Nowa Zelandia     | Złoto      |
| Stany Zjednoczone | 2× Platyna |